# عباس‌کندی (بخش مرکزی چالدران)
عباس‌کندی یک روستا در ایران است که در دهستان ببه‌جیک واقع شده‌است. عباس‌کندی ۸۳ نفر جمعیت دارد.